# 5月23日
5月23日是公历一年中的第143天（闰年第144天），离全年结束还有222天。

## 大事记

### 19世紀以前
- 619年：王世充废掉隋朝皇帝皇泰主楊侗，两天后王世充自稱“大郑皇帝”，建元“開明”，改封楊侗為潞國公。
- 1430年：法国民族英雄圣女贞德在康比涅的围城战中，遭到勃艮地公国公爵菲利普三世的军队抓获。
- 1533年：坎特伯里大主教湯瑪斯·克蘭默宣布亨利八世與凱瑟琳的婚姻無效，引發英格蘭宗教改革。
- 1568年：拿騷的路易斯的反叛軍在海利格萊戰役入侵菲士蘭，爭取荷蘭獨立的八十年戰爭爆發。
- 1618年：波希米亚贵族新教徒将神圣罗马皇帝斐迪南二世的大臣抛出窗外，三十年战争爆发。

### 19世紀
- 1844年：巴孛在伊朗设拉子向穆拉·侯赛因（英语：Mullá Husayn）宣布自己是上帝的使者，是年为巴哈伊纪年的开始。
- 1873年：为维持加拿大西北地区的秩序，加拿大皇家骑警的前身西北骑警成立。
- 1895年：原清朝台灣巡撫唐景崧發表「台灣民主國獨立宣言」，宣稱「台灣同胞誓不服倭，與其事敵寧願戰死……」

### 20世紀
- 1915年：第一次世界大戰：意大利在向奧匈帝國宣戰後加入協約國。
- 1927年：中国甘肃古浪县发生了7.6级大地震，死亡4万余人。
- 1934年：美國罪犯邦妮和克萊德在路易斯安那州邊維爾郡的荒涼公路上遭遇警方伏擊而喪生。
- 1945年：英国军队在弗伦斯堡逮捕纳粹德国总统卡尔·邓尼茨等政府官员，弗伦斯堡政府宣告解散。
- 1949年：德国的美国、英国、法国占领区通过《德意志联邦共和国基本法》，德意志联邦共和国成立。
- 1950年：臺灣白色恐怖時期:立法院制定通過戡亂時期檢肅匪諜條例，搭配1949年通過的懲治叛亂條例，任何人只要被密報是匪諜，不經法律程序便會遭逮捕、審訊甚至定罪。
- 1951年：中华人民共和国中央人民政府和西藏地方政府代表在北京中南海签订《十七条协议》，宣布西藏和平解放，但在1959年藏區騷亂，達賴喇嘛流亡印度後，他聲明該協議是在武力下被迫簽訂的，中國也沒有遵守，西藏流亡政府也強調，當年的西藏代表團是被迫簽署和平協議。
- 1974年：法國航空投入運營第一架空中巴士A300雙引擎廣體飛機。
- 1979年：中華民國國民教育法頒布實施。
- 1984年：西欧11国联合制造的亞利安一號運載火箭火箭发射通讯卫星成功。
- 1986年：港鐵港島綫金鐘站至上環站路段通車。
- 1993年：柬埔寨開始舉行首次大選。
- 1994年：德国自1990年10月3日重新统一后，羅曼·赫爾佐克当选为德国新总统，也是由联邦大会选举产生的第一位德国联邦总统。
- 1995年：加拿大軟體專家詹姆斯·高斯林及其昇陽電腦同事正式開發出程式語言Java。
- 1997年：穆罕默德·哈塔米被選為伊朗總統。

### 21世紀
- 2010年：中国沪昆铁路发生列车脱轨事故，19人死亡。
- 2021年：曾燕紅成為香港首位登上珠穆朗瑪峰的女性[1][2]，更以44歲之齡再次成功「攻頂」，全程僅花25小時50分鐘，獲尼泊爾官員確認為歷來女性登峰最快時間，較舊紀錄快逾13小時。新紀錄尚待健力士確認。這名為港屢締歷史的女將說：「攀山不是為紀錄，而是試驗和發掘自己的能力。」[3]
- 2021年：受高空反氣旋持續影響，香港天文台總部下午錄得最高氣溫達36.1℃，刷新5月份絕對最高氣溫之最高紀錄，並打破1963年5月錄得35.5℃的舊紀錄，其中大美督更錄得37.1℃高溫。

## 出生
- 1052年：腓力一世，法蘭西國王。（1108年逝世）
- 1100年：宋钦宗赵桓，北宋皇帝。（1161年逝世）
- 1208年：西蒙·德孟福尔，英格蘭貴族，第六代萊斯特伯爵。（1265年逝世）
- 1707年：卡爾·林奈，瑞典自然學者，現代生物學雙名法分類命名的奠基人。（1778年逝世）
- 1790年：儒勒·迪蒙·迪維爾，法國探險家、語言學家、人類學家、海軍少將。（1842年逝世）
- 1794年：伊格納茲·莫謝萊斯，捷克作曲家、鋼琴家。（1870年逝世）
- 1805年：曼努埃爾·約翰·約翰遜，英國天文學家。（1859年逝世）
- 1839年：永倉新八，日本幕末武士，新選組第二隊隊長。（1915年逝世）
- 1844年：阿博都巴哈，伊朗巴哈伊信仰的奠基人，先知巴哈欧拉之子。（1921年逝世）
- 1848年：赫爾穆特·約翰內斯·路德維希·馮·毛奇，德國軍事家，曾任德國參謀部長。（1916年逝世）
- 1872年：胡利奥·阿科斯塔·加西亚，哥斯大黎加政治人物、外交官，第24任哥斯大黎加總統。（1954年逝世）
- 1883年：山口謹爾，日本醫學家。（1931年逝世）
- 1899年：傑拉琳·塔利，美國超級人瑞。（2015年逝世）
- 1908年：约翰·巴丁，美國物理學家、工程師，1956年及1972年诺贝尔物理学奖得主。（1991年逝世）
- 1908年：糸岡富子，日本超級人瑞。（2024年逝世）
- 1910年：瑪格莉特·懷絲布朗，美國兒童文學作家。（1952年逝世）
- 1917年：愛德華·諾頓·羅倫茲，美國數學家、氣象學家。（2008年逝世）
- 1919年：佳雅特麗·戴維，印度土邦齋浦爾王族。（2009年逝世）
- 1931年：芭芭拉·巴里，美國女演員。
- 1933年：王佛松，中國高分子化學家。（2022年逝世）
- 1933年：飯塚昭三，日本男性聲優、演員。（2023年逝世）
- 1934年：羅伯特·穆格，電子合成器之父，電子合成器創始人（2005年逝世）
- 1944年：约翰·紐康姆，澳洲網球名宿
- 1946年：李天羽，中華民國空軍一級上將（2024年逝世）
- 1946年：何文匯，香港語言、文學學者
- 1947年：許鞍華，香港電影導演
- 1951年：阿納托利·葉夫根耶維奇·卡爾波夫，俄羅斯西洋棋大師
- 1955年：曼蘇爾·亞瓦什，土耳其律師、政治人物，現任安卡拉市長
- 1959年：鄭建國，台灣化妝造型師
- 1961年：黃世南，新加坡演員、企業家
- 1965年：嚴凱泰，台灣裕隆集團執行長（2018年逝世）
- 1965年：山口勝平，日本男性聲優
- 1967年：阮兆祥，香港演員
- 1968年：陳奕詩，香港演員
- 1972年：伊丸岡篤，日本男性聲優
- 1972年：魯本斯·巴里切羅，巴西退役一級方程式賽車車手
- 1973年：陳寶蓮，香港演員（2002年逝世）
- 1973年：金聖洙，韓國演員
- 1974年：楊采妮，香港女藝人
- 1976年：綠川幸，日本漫畫家
- 1983年：孫堅，中國男演員
- 1984年：蔡淇俊，香港演員
- 1986年：瑞安·庫格勒，美國導演、編劇
- 1987年：阿達，台灣男歌手
- 1988年：江韋良，台灣男藝人
- 1988年：芮貞和，韓國模特兒
- 1990年：魏哲鳴，中國男歌手、演員
- 1991年：大迫傑，日本男子田徑運動員
- 1991年：姜勳，韓國演員
- 1992年：吳若希，香港歌手
- 1992年：朱敏瀚，香港演員
- 1992年：江宜蓉，台灣女演員
- 1994年：陳芳語，馬來西亞裔澳洲女歌手、演員、模特兒
- 1994年：羅小白，台灣街頭藝人
- 1994年：永野由祐，日本男性聲優
- 1994年：杜尔加姆·伊斯迈尔，埃及足球運動員
- 1995年：金相均，韓國男子偶像團體JBJ成員
- 1995年：成果，中國女演員
- 1996年：卡塔琳娜·阿爾特豪斯，德國女子跳台滑雪運動員
- 1996年：羅毓儀，香港演員
- 1997年：田邊留依，日本女性聲優
- 1998年：宋祖兒，中國女演員
- 1999年：胡文煊，中國男歌手
- 1999年：桑卓·馬穆克拉什維利，喬治亞－美國職業籃球員
- 2000年：李佩玲，馬來西亞女歌手
- 2001年：麥特·林茲，美國男演員
- 生年不詳：Eve，日本創作歌手

## 逝世
- 1125年：亨利五世，神聖羅馬皇帝。（1081年出生）
- 1370年：元順帝妥懽帖睦尔，元朝皇帝。（1320年出生）
- 1498年：吉羅拉莫·薩佛納羅拉，義大利道明會修士。（1452年出生）
- 1523年：足利義稙，日本室町幕府第10代征夷大將軍。（1466年出生）
- 1604年：松平一生，日本安土桃山時代至江戶時代初期武將、譜代大名。（1570年出生）
- 1626年：內藤信正，日本戰國時代至江戶時代初期武將、譜代大名。（1568年出生）
- 1635年：劉香，明朝海盜。（生年不詳）
- 1677年：京極高廣，日本江戶時代大名。（1599年出生）
- 1701年：圖爾維爾，法國海軍上將、貴族。（1642年出生）
- 1701年：威廉·基德，蘇格蘭私掠船船長。（1645年出生）
- 1712年：陳廷敬，康熙帝重臣。（1638年出生）
- 1857年：奧古斯丁·路易·柯西，法國數學家，主要貢獻在微積分學、複變函數和微分方程。（1789年出生）
- 1873年：約翰·厄爾利，愛爾蘭裔美國天主教神父、耶穌會士。（1814年出生）
- 1886年：約翰·米歇爾，英國陸軍元。（1804年出生）
- 1906年：亨里克·易卜生，挪威剧作家。（1828年出生）
- 1914年：威廉·奧康奈爾·布拉德利，美國政治家，曾任肯塔基州州長、聯邦參議員。（1847年出生）
- 1923年：大衛·希爾豪斯·比爾，美國天主教神父及耶穌會士。（1862年出生）
- 1936年：亨利·德·雷尼埃，法國詩人、小說家。（1864年出生）
- 1937年：約翰·戴维森·洛克菲勒，美國著名實業家、慈善家、美孚石油公司創辦人。（1839年出生）
- 1945年：海因里希·希姆萊，納粹德國親衛隊全國領袖。（1900年出生）
- 1960年：索戈蒙·泰赫利里安，亞美尼亞革命者、士兵。（1896年出生）
- 1966年：德王，內蒙古王公。（1902年出生）
- 1973年：徐誠斌，天主教香港教區主教。（1920年出生）
- 1981年：吉野源三郎，日本編輯、兒童文學作家、評論家、翻譯家、反戰活動家、記者。（1899年出生）
- 1988年：木藤亞也，小說《一公升眼淚》作者，因脊髓小腦萎縮症而死。（1962年出生）
- 1992年：喬瓦尼·法爾科內，意大利司法部刑法司长、著名法官，被视作反義大利黑手黨“旗帜”。（1939年出生）
- 2009年：盧武鉉，韓國政治人物，第16任韓國總統。（1946年出生）
- 2013年：楊煦，臺灣六龜育幼院創辦人，被譽為「原住民孤兒之父」。（1909年出生）[4]
- 2014年：茱蒂絲·楊，美國天文學家。（1952年出生）
- 2015年：，美國數學家，1994年諾貝爾經濟學獎得主。（1928年出生）[5]
- 2017年：罗杰·摩尔，英国演员。（1927年出生）
- 2020年：木村花，日本女子職業摔角選手。（1997年出生）
- 2021年：保羅·門德斯·達·羅查，巴西建築師，2006年普利茲克建築獎得主。（1928年出生）
- 2021年：艾瑞·卡爾，美國設計師、插畫家、兒童繪本作家和兒童文學作家。（1929年出生）
- 2021年：馬克斯·莫斯利，英國賽車手、律師，前國際汽車聯合會主席。（1940年出生）
- 2024年：摩根·史柏路克，美國獨立製片導演、電影劇本作家。（1970年出生）
- 2025年：塞巴斯蒂昂·薩爾加多，巴西攝影師、攝影記者。（1944年出生）

## 节假日和习俗
- 世界烏龜日
- 牙买加：勞動節
- 德国：憲法日
- 日本：接吻日[6]